# Jacob Henrik Mansa
Jacob Henrik Mansa, född 8 juni 1797 i Hillerød, död 5 juni 1885 i Köpenhamn, var en dansk officer och kartograf, son till Johan Ludvig Mansa, bror till Frederik Vilhelm Mansa.
Mansa blev 1815 sekondlöjtnant i Kronens regiment, 1826 premiärlöjtnant samt 1839 kapten. Han var lärare i välskrivning vid Landkadetakademiet från 1831 till 1842, då han lämnade armén på grund av en neddragning. Han återtogs dock i tjänst 1848 och anställdes vid överkommandot som ledare för de topografiska arbetena och blev 1849 major, 1851 överstelöjtnant och tog 1869 avsked som överste.
Mansa, som hade betydande anlag för kalligrafi och teckning, knöts 1820 till Det Kongelige Stentrykkeri under direktör Abrahamsons ledarskap och utvecklade sig där till en även utanför Danmark högt ansedd litograf. Medan institutet upphörde 1843, inledde han redan 1837 självständigt sina omfattande kartarbeten, vilka främst grundades på jordeboksmätningen i skala 1:4 000 och egna rekognosceringar. År 1851 fullbordades första upplagan av hans "specialkartor" över Danmark, 16 blad i skalan 1:160 000, vilka var av mycket hög klass, mycket överskådliga (tack vare sina karttecken) och fick därför snabbt en betydande spridning. Andra upplagan, omarbetad och utökad med Bornholm i skalan 1:80 000, utkom 1853-64 och höll om möjligt än högre klass.

## Övriga verk
- Karta över Als (1851, skala 1:80 000)
- Generalkarta över Själland, Lolland och Falster (1866-76, två blad, skala 1:240 000)
- Generalkarta över Jylland (1866, två blad, skala 1:320 000)
- Generalkarta över Fyn i (1867, skala 1:240 000)
- Generalkarta över Skåne (1871, fyra blad, skala 1:200 000)
- Generalkarta över Danmark (1875, två blad, skala 1:520 000)
- Skolkarta över Danmark (1878, två blad, skala 1:480 000)

## Utmärkelser
- Riddare av Dannebrogorden,  1841[4]
- Kommendör av Dannebrogorden,  1878[4]

[Redigera Wikidata]